# کنساو (جورجیا)
کنساو، جورجیا (به انگلیسی: Kennesaw, Georgia) شهری در ایالات متحده آمریکا با جمعیت ۲۹٬۷۸۳ نفر است که ایالت در جورجیا واقع شده‌است.

## موقعیت جغرافیایی
موقعیت جغرافیایی شهرها و مناطق اطراف به شرح زیر است:

## مالکیت اجباری اسلحه
در سال ۱۹۸۲ با هدف امنیت و رفاه عمومی، قانونی در این شهر وضع شد که مالکیت اسلحه و فشنگ را برای افراد سرپرست خانواده الزامی می‌کند. با این حال این قانون هرگز عملی نشد و کسی به خاطر نداشتن اسلحه مجازات نشده است.
افراد که ناتوانی جسمی یا ذهنی، سوابق کیفری دارند، یا این قانون با باورهای دینی آنان در تضاد است، از اجرای آن معاف هستند.
این قانون در واکنش به قانونی در شهر مورتون گروو، ایلینوی (نخستین شهر در آمریکا) وضع شد که مالکیت اسلحه را ممنوع می‌کند.